# Xia Jie
Jie was volgens de traditionele Chinese historiografie de zeventiende en laatste heerser van de Xia-dynastie. Hij komt in de traditionele bronnen ook voor onder de naam 'Gui' of 'Lü Gui'. Hij was de zoon van Fa, de zestiende heerser van de dynastie. Volgens de Bamboe-annalen regeerde hij 31 jaar. Eerst was zijn residentie Zhenxun, maar die werd in zijn 13e regeringsjaar verlegd naar een verder niet nader genoemde plek aan de middenloop van de Gele Rivier.
Van Jie wordt gezegd dat hij een verdorven koning was. Dit past geheel binnen de door de Zhou geïntroduceerde doctrine van het Hemels Mandaat en de dynastieke cyclus. Hierbij is de laatste vorst door zijn wanbestuur steeds oorzaak van de val van zijn dynastie. Omdat hij het Hemels Mandaat was kwijtgeraakt was de machtsovername door een nieuwe dynastie gerechtvaardigd. De wreedheden van de laatste Xia-heerser zijn in de traditionele geschiedschrijving zo breed uitgemeten dat zijn naam 桀 (jié) uiteindelijk een synoniem werd voor het begrip wreedheid zelf. Jie zou volgens Sima Qian door Tang, de stichter van de Shang-dynastie zijn verslagen in de slag bij Mingtiao.
De Franse sinoloog Marcel Granet (1884 – 1940) stelde dat de traditionele overlevering van Jie was gebaseerd op die van de laatste Shangkoning. Een aantal wandaden die Jie zou hebben begaan, zoals de aanleg van 'het bos van vlees' en 'het wijnmeer' zijn door de traditie ook toegeschreven aan Zhou (紂), de laatste en daarmee volgens de doctrine van het Hemels Mandaat eveneens verdorven heerser van de Shang-dynastie. David Nivison (1923-2014), een Amerikaanse sinoloog en gespecialiseerd in de Bamboe-annalen beschouwt Jie dan ook als een denkbeeldige heerser, bedacht door de latere historiografie. Daarom laat hij de Xia-dynastie eindigen met Fa.